# Selenur d'argent(I)
El selenur d'argent(I) és un compost iònic constituït per cations argent(1+), {\displaystyle {\ce {Ag+}}}, i anions selenur, {\displaystyle {\ce {Se^2-}}}, la qual fórmula és {\displaystyle {\ce {Ag2Se}}}.

## Propietats
El selenur d'argent(I) és polimòrfic. Per sota els 133 °C es presenta en forma d'agulles hexagonals grises, en una estructura ortoròmbica, grup espacial Im3m, anomenada {\displaystyle {\ce {\alpha-Ag2S}}}. És la forma que hom troba al mineral naumannita. Presenta propietats de semiconductor. És insoluble en aigua i soluble en amoníac.
Per damunt els 133 °C l'estructura és cúbica, grup espacial P212121, i s'anomena {\displaystyle {\ce {\beta-Ag2S}}}. Quan adopta l'estructura cúbica es converteix en un conductor superiònic. Els cations argent(1+) poden desplaçar-se fàcilment des de la seva posició en l'estructura cristal·lina a una posicions veïnes buides, la qual cosa permet el transport de càrrega elèctrica. És un transport per mitjà de cations a diferència dels metalls on els transport es deu al flux d'electrons.

## Aplicacions
La fase de baixa temperatura s'utilitza com a fotosensibilitzador a pel·lícules fotogràfiques i a materials termocròmics a causa del seu relativament elevat coeficient de Seeback, baixa conductivitat tèrmica en xarxa i alta conductivitat elèctrica. La fase d'alta temperatura és un conductor superiònic. Troba aplicació en electròlits sòlids a bateries secundàries fotogràfiques.